# Sonic Pinball Party
Sonic Pinball Party est un jeu vidéo de flipper sorti en 2003 sur Game Boy Advance. Le jeu a été développé par la Sonic Team puis édité par Sega.

## Accueil
- Jeuxvideo.com : 14/20[1]